# Tapirage

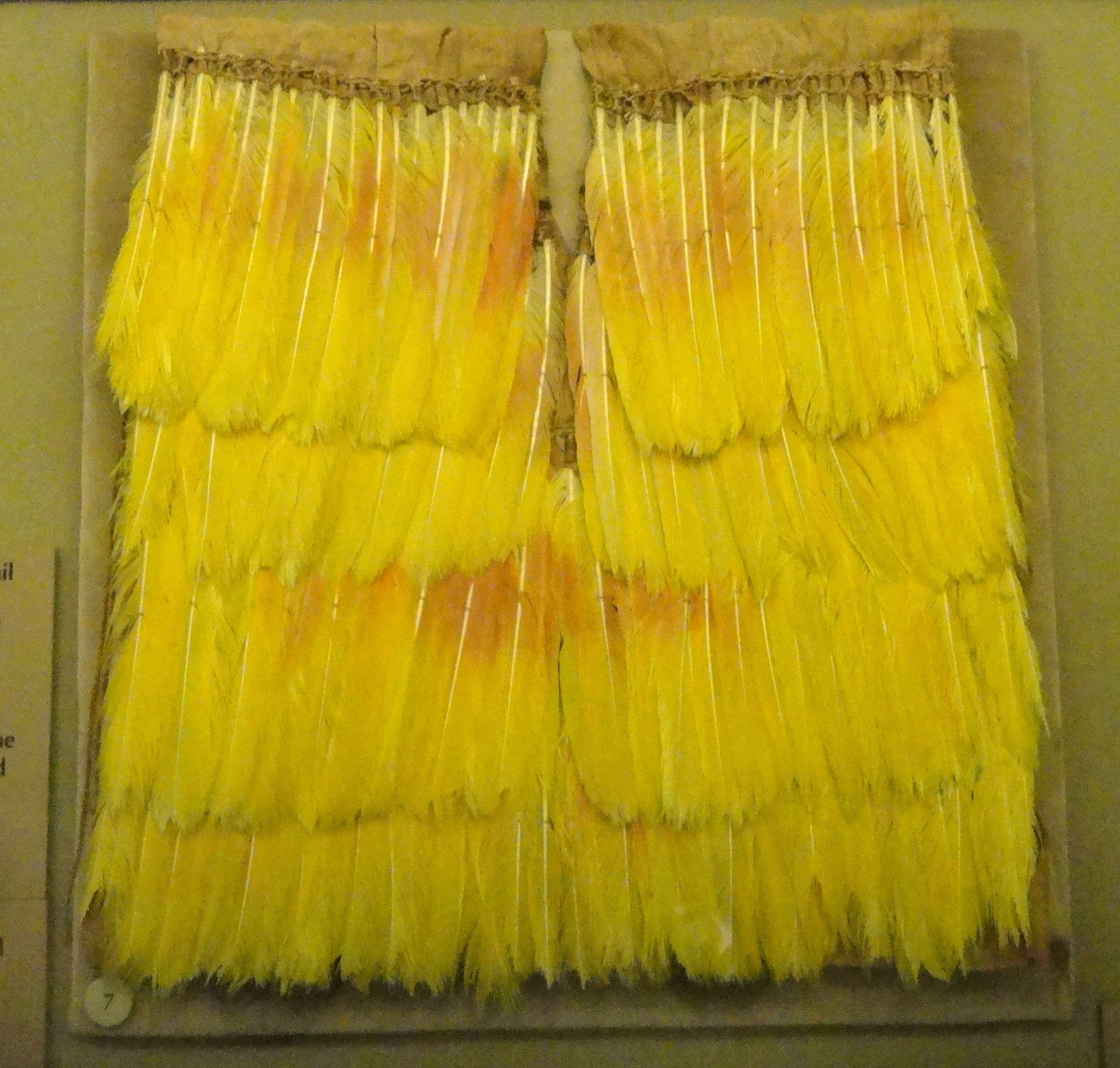
Tunique en plume de perroquet. La couleur est obtenue par tapirage

Le tapirage est une technique amérindienne de coloration des plumes d'oiseau, spécifiquement de la famille des Psittacidés. L'oiseau est plumé sur une étendue plus ou moins large. Puis, la peau est frottée avec un mélange d'extraits végétaux et animaux. La fraction végétale contient systématiquement des extraits de graines de Roucou broyées (Bixa orellana). La fraction animale peut être composée de sécrétion de peau de petites grenouilles (Dendrobates tinctorius), de la graisse de grand poisson-chat Pirarâra (Phractocephalus hemioliopterus), ou de caïman (Caiman crocodilus), d’œuf ou de sang de tortue (Podocnemis) voire de graisse cutanée du dauphin rose (Inia geoffrensis). Lorsque les plumes repoussent, elles se teintent de couleurs différentes des couleurs d'origine.
Le savoir-faire de cette technique est précaire. Les tentatives effectuées en laboratoire se sont révélées peu convaincantes, et seule une ethnie amérindienne, celle des Enawenê-Nawê, menacée par la construction d'un barrage, la pratique encore de manière avérée, pour la confection des coiffes de cérémonie utilisées lors du rituel du Yãkwa. Avec l'assimilation des tribus amérindiennes, le tapirage est en voie de disparition.